# Jovtneve, Vradiivka
Jovtneve (în ucraineană Жовтневе) este localitatea de reședință a comunei Jovtneve din raionul Vradiivka, regiunea Mîkolaiiv, Ucraina.

## Demografie
Componența lingvistică a localității Jovtneve
     Ucraineană (96,04%)
     Română (3,49%)
     Alte limbi (0,48%)
Conform recensământului din 2001, majoritatea populației localității Jovtneve era vorbitoare de ucraineană (96,04%), existând în minoritate și vorbitori de română (3,49%).